# Charlotte Bernard
Charlotte Bernard (ur. 1 czerwca 1972 w Saint-Martin-d’Hères) – francuska snowboardzistka. Zajęła 16. miejsce w gigancie na igrzyskach w Nagano. Na mistrzostwach świata najlepszy wynik uzyskała na mistrzostwach w San Candido, gdzie zajęła 16. miejsce w gigancie. Najlepsze wyniki w Pucharze Świata osiągnęła w sezonie 1996/1997, kiedy to zajęła 42. miejsce w klasyfikacji generalnej.
W 1999 r. zakończyła karierę.

## Sukcesy

### Igrzyska olimpijskie
| Miejsce | Dzień    | Rok  | Miejscowość | Konkurencja | Zwycięzca   |
| ------- | -------- | ---- | ----------- | ----------- | ----------- |
| 16.     | 9 lutego | 1998 | Nagano      | Gigant      | Karine Ruby |

### Mistrzostwa Świata
| Miejsce | Dzień       | Rok  | Miejscowość | Konkurencja | Zwycięzca      |
| ------- | ----------- | ---- | ----------- | ----------- | -------------- |
| 16.     | 21 stycznia | 1997 | San Candido | Gigant      | Sondra van Ert |

### Puchar Świata

#### Miejsca w klasyfikacji generalnej
- 1996/1997 – 42.
- 1997/1998 – 73.

#### Miejsca na podium
1. Tignes – 29 listopada 1996 (Gigant) – 1. miejsce